# سوئد در المپیک تابستانی ۲۰۱۲
سوئد در بازی‌های المپیک تابستانی ۲۰۱۲ که در شهر لندن بریتانیای کبیر برگزار شد، کاروان سوئد با ۱۳۴ ورزشکار در این رقابت‌ها شرکت کرد و موفق به کسب ۸ مدال (۱ طلا، ۴ نقره، ۳ برنز) شد. در جدول رتبه‌بندی توزیع مدال‌ها، سوئد در ردهٔ ۳۷ مسابقات قرار گرفت.